# Via del Colle
Via del Colle (in genovese A Cheullia /a ˈkølja/) è una strada di Genova. Situata nel sestiere del Molo, si estende lungo il tratto esterno delle Mura del Barbarossa che da Porta Soprana e dal Piano di Sant'Andrea conduce verso il Ponte di Carignano e alla zona di Sarzano, costeggiando dall'alto la valle del rivo Torbido.
Sino alla metà del Novecento zona caratteristica del centro cittadino, negli anni settanta del XX secolo è stata anch'essa soggetta agli sventramenti che hanno interessato l'intera zona riguardante la scarpata del Colle verso il tracciato del rivo Torbido e l'area su di esso edificata (borgo Lanaiuoli, via dei Servi e via Madre di Dio; le demolizioni hanno riguardato anche la demolizione della casa natìa di Niccolò Paganini). Demolita la maggior parte delle abitazioni, nell'antico sito - che ancor oggi mantiene il nome originario - rimangono soprattutto frammenti della terza cinta muraria genovese (1155-1559).
L'area di via del Colle è stata immortalata nella cultura popolare anche grazie all'omonimo brano musicale A Cheullia (Mario Cappello - Pasquale Taraffo).